# Beatrice De Alba
Beatrice De Alba ist eine Maskenbildnerin.

## Leben
De Alba begann ihre Karriere im Filmstab 1989 bei Jeff Burrs Psychothriller Stepfather II. Nach einigen weiteren kleineren Filmproduktionen war sie 1994 am Hollywood-Blockbuster Das Kartell tätig, es folgten Filme wie Eraser und Eve und der letzte Gentleman. 2003 wurde sie für Julie Taymors Filmbiografie Frida zusammen mit John E. Jackson mit dem Oscar in der Kategorie Bestes Make-up und beste Frisuren ausgezeichnet. Auch bei den im selben Jahr abgehaltenen BAFTA Film Awards erhielt sie die Auszeichnung in der Kategorie Beste Maske.
Neben ihren Engagements beim Film war De Alba auch für das Fernsehen tätig, darunter die Fernsehserien Chaos City und Magic City. Für ihr Wirken am Fernsehfilm Liz & Dick mit Lindsay Lohan in der Hauptrolle war sie 2013 für einen Primetime Emmy nominiert, den sie jedoch nicht gewann.

## Filmografie (Auswahl)
- 1989: Stepfather II
- 1992: Steinzeit Junior (Encino Man)
- 1994: Das Kartell (Clear and Present Danger)
- 1996: Eraser
- 1999: Eve und der letzte Gentleman (Blast from the Past)
- 2000: Die Abenteuer von Rocky & Bullwinkle (The Adventures of Rocky & Bullwinkle)
- 2001: Stadt, Land, Kuss (Town & Country)
- 2002: Frida
- 2004: Das Vermächtnis der Tempelritter (National Treasure)
- 2006: Bandidas
- 2008: Der seltsame Fall des Benjamin Button (The Curious Case of Benjamin Button)
- 2010: Meine Frau, unsere Kinder und ich (Little Fockers)
- 2011: Breaking Dawn – Biss zum Ende der Nacht, Teil 1 (The Twilight Saga: Breaking Dawn – Part 1)
- 2013: Die Tribute von Panem – Catching Fire (The Hunger Games: Catching Fire)

## Auszeichnungen (Auswahl)
- 2003: Oscar in der Kategorie Bestes Make-up und beste Frisuren für Frida
- 2003: BAFTA Film Award in der Kategorie Beste Maske für Frida